# Kosmos 51
Kosmos 51 – radziecki satelita technologiczny typu DS-MT; służył do testów elektrycznego żyroskopowego systemu orientowania statków kosmicznych. Prowadził także pomiary zmian intensywności promieniowania kosmicznego oraz jasności gwieździstego nieba.